# Ion Păun

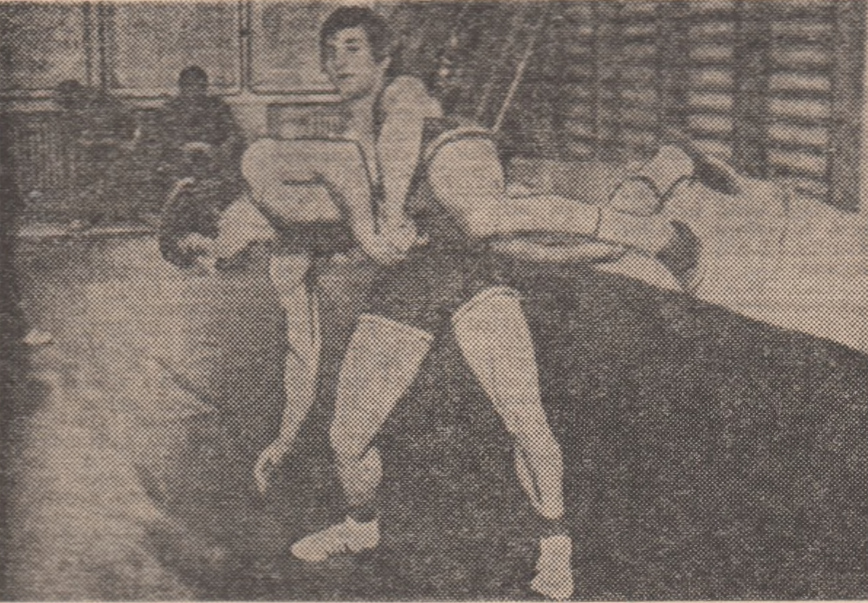
Ion Păun în 1979

Ion Păun (n. 17 februarie 1951, Drăganu, România) este un fost luptător⁠(d) român, specializat în lupte greco-romane. A concurat în proba de lupte greco-romane categoria pană (62 kg) la Jocurile Olimpice de vară din 1972, la Jocurile Olimpice de vară din 1976 și la Jocurile Olimpice de vară din 1980, clasându-se pe locul 6 (1972) și apoi pe locul 5 (1976).
A fost medaliat cu bronz la Campionatele Mondiale din 1977⁠(d) și s-a clasat pe locul 4 la Campionatele Mondiale din 1973⁠(d) și pe locul 5 la Campionatele Mondiale din 1975⁠(d), a fost medaliat cu argint la Campionatele Europene din 1976⁠(d) și 1978⁠(d), cu bronz la Campionatele Europene din 1974⁠(d) și 1980⁠(d) și s-a clasat pe locul 5 la Campionatele Europene din 1972⁠(d). A câștigat medalia de aur la lupte greco-romane 62 kg la Universiadele de vară din 1977 și 1981 și medalia de argint la Universiada de vară din 1973⁠(d).

## Distincții
- Medalia „Meritul Sportiv” clasa I (18 august 1976) „pentru rezultatele deosebite obținute la Jocurile olimpice de vară de la Montreal – 1976, precum și pentru contribuția adusă la dezvoltarea activității sportive și la creșterea prestigiului sportului românesc pe plan internațional”[4]